# Рысь (приток Кайдодеги)
Рысь — река в России, протекает по территориям Муезерского городского поселения и Ледмозерского сельского поселения Муезерского района Карелии. Устье реки находится в 6,6 км по правому берегу реки Кайдодеги. Длина реки — 10 км.
Рысь течёт преимущественно в северном направлении по заболоченной территории. Впадает в реку Кайдодеги возле озера Кайдодеги.
Населённые пункты на реке отсутствуют.

## Данные водного реестра
По данным государственного водного реестра России относится к Баренцево-Беломорскому бассейновому округу, водохозяйственный участок реки — Кемь от Юшкозерского гидроузла до Кривопорожского гидроузла. Речной бассейн реки — бассейны рек Кольского полуострова и Карелии, впадает в Белое море.